# Married Women’s Property Act 1882
The Married Women’s Property Act 1882 (45 & 46 Vict. c.75) war ein Gesetz des Englischen Parlaments von 1882, das auf signifikante Weise englisches Recht hinsichtlich der Eigentumsrechte verheirateter Frauen änderte. Neben anderen Dingen erlaubte es verheirateten Frauen Eigentum nach eigenem Recht zu besitzen und zu kontrollieren.
Das Gesetz galt in England (und Wales) sowie Irland, war aber nicht in Schottland gültig. Dieses
„Married Women’s Property Act“ (dt.: Eigentumsgesetz für verheiratete Frauen) war ein Vorbild für ähnliche Gesetzgebungen in den anderen britischen Territorien. Zum Beispiel gab Victoria 1884 ein solches Gesetz heraus, New South Wales 1889 und die restlichen australischen Kolonien erließen ähnliche Gesetze zwischen 1890 und 1897.

## Die Eigentumsrechte englischer Frauen

### Geschlechtsvormundschaft des Ehemannes
Das englische Recht beschrieb die Rolle der Ehefrau als ‘feme covert’, indem es die Unterordnung unter den Ehemann betonte und sie unter die Geschlechtsvormundschaft des Mannes stellte, der somit ihr Herr war, sie beschützte und leitete. Nach der Heirat wurden Ehemann und Ehefrau per Gesetz eine Person, da der Besitz der Frau dem Mann übergeben wurde und ihre Identität vor dem Gesetz aufhörte. Jeglicher persönlicher Besitz, den eine Frau während ihrer Ehe erwarb, ging automatisch an ihren Mann, außer er war vorher für ihren eigenen Gebrauch bestimmt worden. Falls eine Schriftstellerin vor der Ehe ein „Copyright“ erworben hatte, ging es danach an ihren Ehemann. Weiterhin konnte eine verheiratete Frau kein Testament machen oder ohne Zustimmung ihres Mannes über irgendeinen Besitz selbst eine Verfügung treffen.

### Benachteiligung im Erbfall
Frauen konnten oft auch nicht alles erben. Männliche Erben erhielten eher die Realitäten (Land, Grund und Boden), während weibliche Erben mit Brüdern manchmal darauf beschränkt waren, persönliches Besitztum zu bekommen, wozu Kleidung, Schmuck, Haushaltseinrichtung, Nahrungsmittel und alle beweglichen Sachen gehörten. Bei einem Erbfall, wo kein letzter Wille existierte, gab das englische Gesetz der Primogenitur dem ältesten Sohn das Anrecht auf den gesamten Realitäten-Besitz, und eine Tochter erbte die Realitäten oder Immobilien nur, wenn kein männlicher Erbe vorhanden war. Diese Regelung der Primogenitur ohne Testament blieb in den britischen Gesetzbüchern, bis das Gesetz „Law of Property Act 1925“ das archaische Gesetz der Realitäten vereinfachte und auf einen modernen Stand brachte.
Väter, denen die unglückliche Situation ihrer Töchter bewusst war, statteten sie oft mit einem Heiratsgut beziehungsweise einer Mitgift aus oder brachten in einen Vertrag vor der Heirat das „Nadelgeld“ ein, das sie mit einem Einkommen versorgte, das getrennt von dem ihres Mannes war. Im Gegensatz zu den Ehefrauen waren unverheiratete Frauen oder Witwen in voller Kontrolle über ihren Besitz und ihre Erbe, sie besaßen Grund und Boden und waren selbst für die Verfügungen über ihren Besitz verantwortlich. Denn rechtlich waren unverheiratete erwachsene Frauen als 'feme sole' anzusehen, als eigenverantwortliche und eigenständige Personen. Wenn sie einmal verheiratet waren, konnten sie Besitz erst wieder bekommen, wenn sie Witwen wurden.

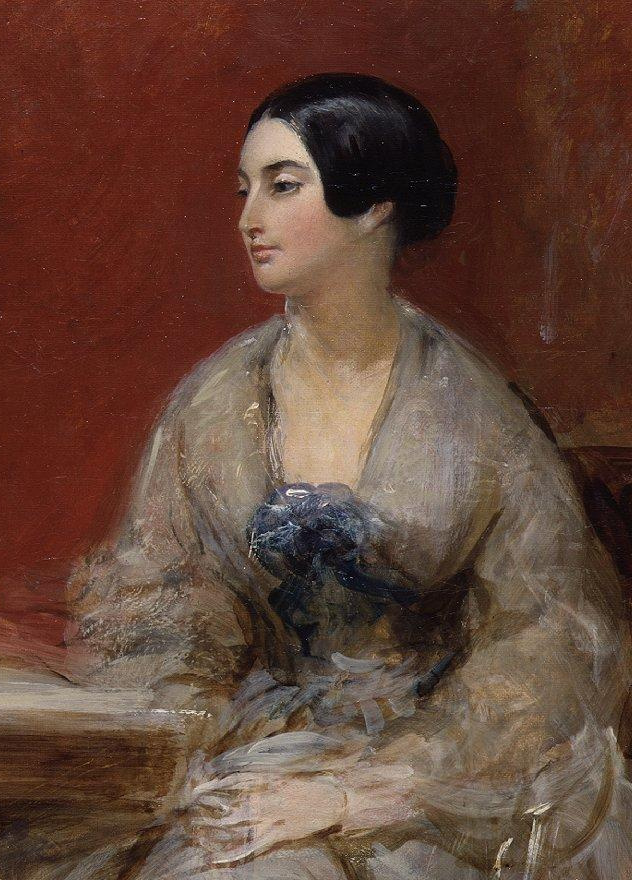
Caroline Norton (Teil eines Bildes von Frank Stone), um 1845

### Scheidungsfall Caroline Norton – Beginn einer Reform
Die Auflösung einer Ehe, egal ob sie vom Ehemann oder der Ehefrau ausgelöst worden war, ließ gewöhnlich eine geschiedene Frau in Armut zurück, da sie gesetzlich keine Anrechte auf den Familienbesitz hatte und auch die Betreuung und Erziehung ihrer Kinder das Recht ihres geschiedenen Mannes blieb.
Der Rechtsfall der Caroline Norton von 1836 – in dem es um die Scheidung einer bekannten jungen Schriftstellerin von ihrem brutalen Ehemann ging und der bis in höchste gesellschaftliche Kreise beachtet wurde – beleuchtete auf eindrückliche Weise die Ungerechtigkeit der englischen Eigentums- und Familiengesetze, wenn es um die Auflösung einer Ehe ging. Er brachte soviel Bewegung in das Denken der Gesellschaft und so viel Unterstützung, dass es zu einigen Gesetzen zur Verbesserung des rechtlichen Verhältnisses der geschiedenen Frau zu ihren Kindern kam („Custody of Infants Act 1839“, „Matrimonial Causes Act 1857“) und schließlich der Weg zu dem „Eigentumsgesetz für verheiratete Frauen“ von 1870, Married Women’s Property Act 1870, eingeschlagen wurde.

## Das Gesetz
Nach einigen Jahren politischer Lobby-Arbeit wurden im neuen „Married Women’s Property Act“ von 1882 die Beschwerden der englischen Frauen angegangen. Das Gesetz änderte die Doktrin des Common Law, dass die eheliche Vormundschaft des Ehemannes auch das Recht der Frau auf separaten Besitz und das Recht auf Kauf und Verkauf von Besitz umfasse. Die gesetzliche Identität der Ehefrauen wurde auch wiederhergestellt, da die Gerichte gezwungen waren, anzuerkennen, dass ein Ehemann und eine Ehefrau zwei getrennte gesetzliche Individuen waren, also in der Weise, wie es schon bei der Frau als 'feme sole' der Fall war. Zu den gesetzlichen Rechten der verheirateten Frau gehörte nun auch das Recht, vor Gericht zu klagen und verklagt zu werden. Strafzahlungen, die eine Frau bezahlen musste, waren nun ihre eigene Verantwortung, statt die ihres Mannes. Verheiratete Frauen waren nun für ihre eigenen Schulden verantwortlich und auch jedes Handelsunternehmen, das sie besaßen, unterlag nun den Gesetzen des Bankrotts. Weiterhin durften verheiratete Frauen auch Wertpapiere in eigenem Namen besitzen.
Bis zum Jahr 2016 war der größte Teil des Gesetzes geändert worden. Die verbleibenden Abschnitte sind als Abschnitte 6, 10, 11, und 17 zu finden. Unter ihnen war der wichtigste der Abschnitt 11, der vorsah, dass eine Witwe –  in her own right – die Lebensversicherung des verstorbenen Ehemanns zu ihren Gunsten durchsetzen konnte.
Das Gesetz „Contracts (Rights of Third Parties) Act 1999“ macht es für Männer und Frauen möglich, von anderen abgeschlossene Verträge zu ihren eigenen Gunsten zu verwenden.